# 리우데자네이루주
리우데자네이루주(브라질 포르투갈어: Estado do Rio de Janeiro 이스타두 두 히우지자네이루)는 브라질의 남동 대서양 연안에 위치하였으며 미나스제라이스주, 상파울루주, 이스피리투산투주와 이웃하고 있다.

## 지리
리우데자네이루 주는 만티케이라 산맥과 대서양 사이에 위치하였으며, 지형적으로 크게 두 부분으로 나뉜다. 주 대부분을 차지하는 해발 200m 정도인 플루미넨제 저지대와 남파라이바강과 플루민제 저지대 사이에 위치한 해발 200m이 넘는 플루미넨제 고지대이다. 이 고지대에는 2000m급 산들이 있다. 해안선의 길이는 635 km로 브라질 주에서 3번째로 길다.
기후는 열대성 기후를 나타내며 우기인 여름에는 덥고, 습하며 겨울은 건조하다. 연평균 기온은 22도이고 연중 강우량은 1,250mm 정도이다. 산들이 있는 고지대 지역은 고도의 영향을 받아 저지대보다 낮은 연평균 16도이다.

## 역사
유럽인이 처음 리우데자네이루 주에 당도한 것은 1502년 1월이다. 그 뒤, 식민지 정책에 따라 상토메와 상빈센치 카피땅의 일부가 되었다. 1555년부터 1567년까지, 식민지를 건설하기 위하여 수많은 프랑스 사람들이 리우데나제이루에 들어오고 이에 포르투갈은 위기감을 느낀다. 에스타시오 지 사는 1565년에 리우데자네이루를 세웠다.
17세기에 목축, 사탕수수, 그리고 이웃 미나스제라이스주의 금광 산업이 호황을 누리자 리우데자에리루는 이들 생산물품의 수출 항구로 발달하였다. 1763년 리우데자네이루는 식민지 브라질의 본부가 들어서고 식민지 수도가 되었다.
1834년 독립 국가의 수도가 되면서 중립시가 된다. 브라질이 왕정에서 공화국으로 바뀐 뒤에도 리우데자네이루 시는 수도로 남았으며 주에서 독립하여 연방구로 독립하였다. 1960년 수도가 브라질리아로 이전하면서 리우데자네이루 연방구는 구아나바라 주가 된다. 1975년 구아나바라 주와 리우데자네이루 주가 합병하여 현재의 리우데자네이루 주가 되었다.

## 경제
브라질의 제 2의 경제 지역으로 주 GDP의 62.1%가 정보통신, 관광, 금융상업들의 서비스업이 차지한다. GDP 37.5%는 공업분야로 금속제철, 정유, 화학, 기계 등이 있다.

## 인구
| 연도    | 인구       | ±%     |
| ------- | ---------- | ------ |
| 1872    | 1,057,696  | —      |
| 1890    | 1,399,535  | +32.3% |
| 1900    | 1,737,478  | +24.1% |
| 1920    | 2,717,244  | +56.4% |
| 1940    | 3,611,998  | +32.9% |
| 1950    | 4,674,645  | +29.4% |
| 1960    | 6,709,891  | +43.5% |
| 1970    | 9,110,324  | +35.8% |
| 1980    | 11,489,797 | +26.1% |
| 1991    | 12,783,761 | +11.3% |
| 2000    | 14,392,106 | +12.6% |
| 2010    | 15,989,929 | +11.1% |
| 2022    | 16,055,174 | +0.4%  |
| Source: |            |        |

### 인종
- 백인 - 54.7% (대부분이 포르투갈인, 이탈리아인과 독일인)
- 혼혈인 - 33.5% (대부분이 물라토와 메스티소)
- 흑인 - 10.6% (대부분이 반투족과 요루바족 출신)
- 인디언 - 0.3%
- 아시아인 - 0.2%
- 기타 - 0.7%

## 주요 도시
- 리우데자네이루
- 노바이구아수
- 니테로이
- 두키지카시아스
- 상곤살루
- 상주앙지메리치
- 캄푸스두스고이타카시스
- 페트로폴리스
- 볼타헤돈다